# Bonnétable
Bonnétable is een gemeente in het Franse departement Sarthe (regio Pays de la Loire). De plaats maakt deel uit van het arrondissement Mamers en van het gemeentelijk samenwerkingsverband Communauté de communes Maine Saosnois. Bonnétable telde op 1 januari 2022 3.721 inwoners.

## Geschiedenis
De plaats ontstond als Melleray. Morin de Melleray, de plaatselijke heer, vocht met een gevolg van een vijftigtal ridders onder Karel Martel in de Slag bij Poitiers (732). Zijn mottekasteel lag waarschijnlijk nabij de kerk Saint-Étienne van Bonnétable. In de elfde eeuw verplaatste Rotrou I de Melleray het kasteel naar een plateau, waar nu de graanhal staat. Deze burcht werd zwaar beschadigd tijdens de Honderdjarige Oorlog en werd verlaten. Aan het einde van de vijftiende eeuw liet Jean d'Harcourt de resten van deze burcht slopen. Hij bouwde een nieuw kasteel aan de oever van de Tripoulin. Deze site was moerassig maar was gunstig gelegen aan de weg tussen Parijs en Le Mans. Door de handel langs deze weg kon Bonnétable zich ontwikkelen.
In 1965 fuseerde de gemeente Aulaines met Bonnétable.

## Geografie
De oppervlakte van Bonnétable bedroeg op 1 januari 2022 40,08 vierkante kilometer; de bevolkingsdichtheid was toen 92,8 inwoners per km². De gemeente ligt op de grens van de vlakte van Saosnois en de heuvels van Perche.
De onderstaande kaart toont de ligging van Bonnétable met de belangrijkste infrastructuur en aangrenzende gemeenten.

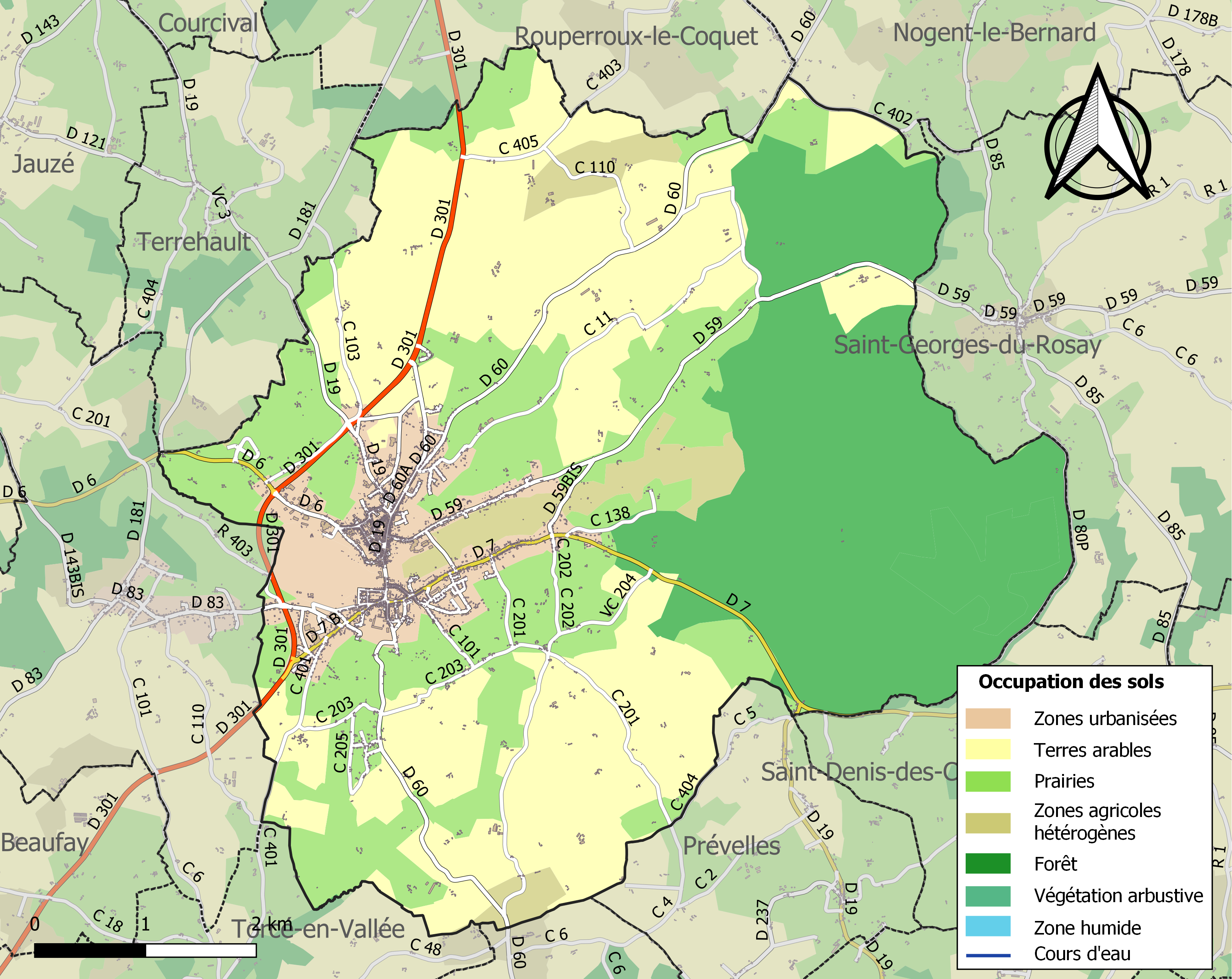

## Demografie
Onderstaande figuur toont het verloop van het inwonertal (bron: INSEE-tellingen).

## Geboren
- Stephen Sauvestre (1847-1919), architect